# Lucy (película)
Lucy es una película francesa de acción y ciencia ficción de 2014 dirigida y escrita por Luc Besson y producida por EuropaCorp y Groupe TF1. El filme está protagonizado por Scarlett Johansson, Morgan Freeman, Choi Min Sik y Amr Waked, entre otros.

## Argumento
Lucy Miller (Scarlett Johansson) es una joven estadounidense que reside en Taiwán y a la que su pareja engaña para que entregue en su nombre un maletín en la habitación de un hotel. Lo que Lucy no sabe es el contenido del maletín y que el receptor es un mafioso coreano llamando Jang (Choi Min-sik), el cual pretende introducir una nueva droga sintética experimental en el mercado occidental de la que se desconocen sus efectos en las personas que consumen una pequeña dosis: CPH4. Esta sustancia se genera durante el embarazo para lograr el rápido crecimiento de los huesos y músculos del bebé. 
Como ocurre con otros tres desconocidos, Lucy es retenida y le introducen en su abdomen una bolsa de 1 kg con dicha droga experimental. A diferencia de los otros tres retenidos, Lucy se defiende de un intento de abuso por parte de uno de sus captores en la prisión provisional y este la golpea en su abdomen, provocando que la bolsa con droga se rompa en el interior de su cuerpo y esparciéndose parte del contenido de la droga por su torrente sanguíneo y cambiándola. De repente, es capaz de utilizar el 40% de su actividad cerebral y es capaz de hablar y escribir chino, recordar los olores de sus primeros días de vida e incluso cuando acude a un hospital a que le quiten la bolsa de droga no necesita de anestesia, ya que su cerebro controla el dolor, es capaz de controlar las reacciones de su cuerpo y con esto se olvida de lo que la hace humana.
Antes de ir al hospital logra escapar del lugar donde estaba retenida, y acude a este hospital para que le extraigan la bolsa de su abdomen. El cirujano le explica en qué consiste la droga y se sorprende de que Lucy continúe con vida. Luego, Lucy decide informar a la policía europea de la identidad de los otros tres muleros, porque necesita conseguir las otras tres bolsas de droga antes que los mafiosos coreanos y así poder sobrevivir. Por su parte, Lucy contacta con el profesor Samuel Norman (Morgan Freeman) para ayudarle a responder la pregunta que se ha formulado como pregunta de investigación y después de leer todos sus estudios en pocos minutos: ¿qué es capaz de hacer el ser humano cuando usa el 100% de su capacidad cerebral? 
Ya en el avión camino de París, donde se ha citado con el profesor Norman, el porcentaje que Lucy utiliza de su cerebro es del 50%. Tras beber una copa de champán, incompatible con la reproducción celular que está experimentando gracias a la droga, Lucy empieza a desintegrarse en el baño del avión pero logra evitarlo consumiendo más droga que tenía guardada y es al llegar al Aeropuerto Charles de Gaulle cuando se pone en contacto con el capitán de la policía Pierre del Río (Amr Waked) para que le ayude a recuperar las bolsas, con una llamada telefónica en donde ella puede ver la oficina donde trabaja con los ojos del capitán. 
El porcentaje que utiliza Lucy de su actividad cerebral supera ya el 60% y es capaz de incapacitar telepáticamente tanto a los gendarmes franceses como a los mafiosos que persiguen a la pareja. Es por ello que logra recuperar las bolsas restantes con la droga en un hospital de la policía, luchando contra la mafia que también pretendía recuperar la droga, y logra reunirse con el profesor Norman en un laboratorio cercano, donde Lucy les informa todo lo que sabe sobre la droga y los cambios en su cuerpo. Al mismo tiempo, se produce un tiroteo entre agentes de policía, miembros de seguridad y los hombres de Jang.
Mientras conversa con el científico sobre los orígenes del tiempo y de la vida y cómo la gente distorsiona la realidad, Lucy le pide a los compañeros de Norman que le inyecten las cuatro bolsas de la droga por vía intravenosa para lograr utilizar el 100% de su capacidad cerebral. Cuando eso suceda, les entregará toda la información oculta en su cerebro y clave de ADN, para que puedan investigarla en el futuro y ayudar a la humanidad aumentando la capacidad de su cerebro, porque cuando eso suceda, Lucy morirá. Como consecuencia de la gran cantidad de droga en su sangre, su cuerpo entra en una metamorfosis en la que va transformándose en una materia oscura que se expande por el laboratorio en busca de todo tipo de energía: Lucy la está absorbiendo para construir un objeto capaz de almacenar toda su información. 
En este proceso, Lucy adquiere la facultad de viajar físicamente en el espacio-tiempo, con lo que retrocede miles y luego millones de años, hasta encontrarse cara a cara con la primera Lucy: considerado el primer homínido sobre la faz de la Tierra del que se tiene conocimiento y que fue mencionado al principio de la película. Su viaje sigue hasta llegar al Big Bang, al mismo tiempo que alcanza el 100% del uso de su cerebro. 
En este momento entra en escena el Sr. Jang y le dispara. Sin embargo, su intento por acabar con ella resulta vano cuando en el universo real ella desaparece en el espacio-tiempo, dejando solo la ropa. Estupefacto por lo que acaba de presenciar, Jang es abatido por el capitán Del Río y muere. Ya fuera de peligro, Norman ve cómo el cuerpo de Lucy se ha transformado en una especie de figura monolítica enorme que sostiene una memoria USB antes de desvanecerse completamente. Cuando Del Río pregunta por ella, recibe un mensaje en el móvil en el que lee: «Estoy en todas partes».

## Reparto
- Scarlett Johansson como Lucy Miller.
- Morgan Freeman como el profesor Samuel Norman.
- Min-sik Choi como el señor Jang.
- Amr Waked como el capitán Pierre Del Rio.
- Pilou Asbæk como Richard.
- Lio Tipton como Caroline.
- Nicolas Phongpheth como Jii.

## Producción
Al principio se quiso dar el papel de la protagonista a Angelina Jolie. Sin embargo, ella rechazó el papel y entonces Scarlett Johannson lo recibió en su lugar.
El rodaje tuvo lugar en Taipéi, París y Nueva York. Tras finalizar el rodaje en Taipéi el director Luc Bensson dio una rueda de prensa para manifestar su descontento con los fotógrafos, que cada día frecuentaban el set de rodaje, ya que, según él, le desconcentraban y le impedían desempeñar con normalidad su trabajo.

## Estreno
El estreno tuvo lugar el 25 de julio de 2014. En España la película se estrenó más tarde, el 22 de agosto de 2014.

## Recepción

### Taquilla
La película fue un éxito de taquilla tras recaudar más de 463 millones de dólares frente a sus 40 millones de presupuesto, siendo la primera producción más taquillera centrada en una mujer por delante de Lara Croft: Tomb Raider (2001), protagonizada por Angelina Jolie, siendo superada posteriormente por Barbie (2023), protagonizada por Margot Robbie.En agosto de 2014 superó en taquilla a la primer película anteriormente mencionada, convirtiéndose en la número uno.

### Críticas
Las críticas fueron positivas al mismo tiempo que negativas. Un ejemplo es que la mayoría coincidió en alabar la actuación de Johansson, la intriga y los efectos especiales, a la par de mostrarse más duros ante lo que consideran una «trama enrevesada» y «sin lógica», en especial en lo referente a la teoría del mito del 10% cerebral y los consecuentes resultados.